# サッチャリズム

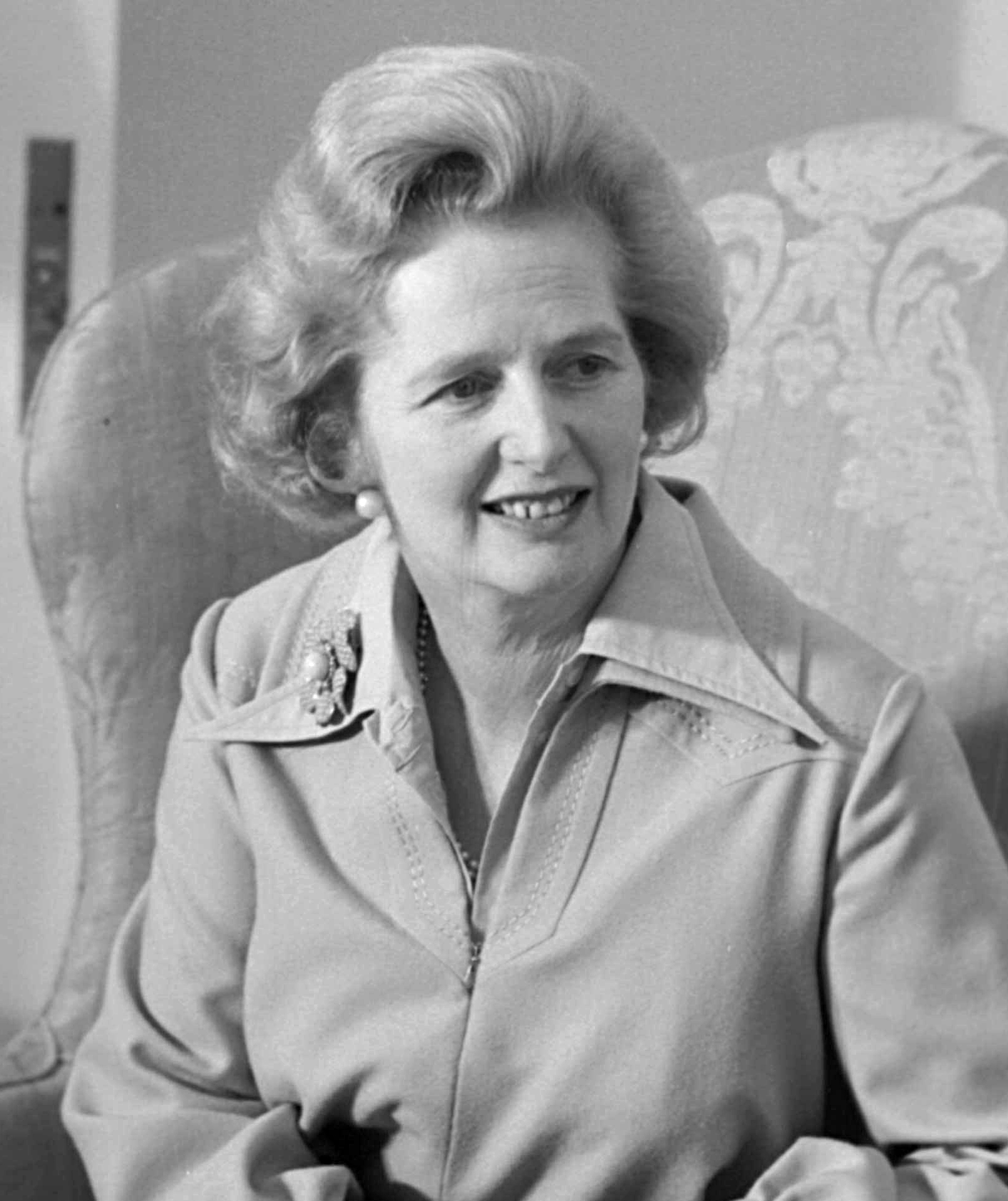
マーガレット・サッチャー

サッチャリズム（英: Thatcherism）は、1980年代のイギリスでマーガレット・サッチャー政権によって推し進められた経済政策。

## 概要
第二次世界大戦後のイギリスでは、ジョン・メイナード・ケインズの有効需要の法則やアーサー・セシル・ピグーの厚生経済学などに基づく福祉政策が採られてきた。これはアダム・スミス、デイヴィッド・リカードの古典派経済学やアルフレッド・マーシャルの新古典派経済学の理論が大恐慌によって破綻し、ケインズの「一般理論」がアメリカ合衆国のニューディール政策などで有効であることが証明され「レッセ・フェール」に修正を加える必要があると考えられたからである。いわゆる「ゆりかごから墓場まで」と言われる高福祉政策であり混合経済である。
しかし、規制や産業の国営化などによる産業保護政策はイギリスの国際競争力を低下させ、経済成長を停滞させることになった。また、スタグフレーションが発生し、フィリップス曲線の崩壊など、政策のほころびが経済学的にも指摘されるようになった。いわゆる「英国病」と呼ばれるものである。
これらの政策は主に労働党政権によって推し進められてきたものであるが、1979年にマーガレット・サッチャーを首班とする保守党政権が誕生すると、20世紀以後に継続されてきた高福祉の社会保障政策、社会保障支出の拡大を継続するとともに、国営の水道、電気、ガス、通信、鉄道、航空などの事業を民営化し、民営化分の政府部門の経済を削減する政策に転換した。

## 内容
サッチャー政権の経済政策は、20世紀以後に継続されてきた高福祉の社会保障政策「ゆりかごから墓場まで」、社会保障支出の拡大を継続するとともに、国営の水道、電気、ガス、通信、鉄道、航空などの事業民営化と経済に対する規制緩和により、社会保障支出の拡大による政府支出の拡大をしながら、他の分野では民営化・市場化と規制緩和を進めて、政府の機能を削減したことである。フリードリヒ・ハイエクに傾倒していたサッチャーは新自由主義に基づき、官営であった電気、水道、ガスといったパブリックセクターと空港、航空といった大規模産業を民営化した。
それまで、ロンドンのシティが牛耳っていた金融部門も、規制緩和によって外国資本の参入を認めた。いわゆるビッグバン政策であるが、この政策により市場を外国資本に奪われ、国内企業が競争に敗れるという結果を招いた。そのためウィンブルドン現象とも言われる事態が発生した。
所得税減税を進める一方で、付加価値税（消費税）を増税し国民に勤勉と倹約を促した。また、インフレーション抑制のために金利引き上げを行った（失業率が上がったために、リフレーション政策に転換した）。

## 結果
公共投資を抑えた緊縮財政は、インフレ抑制に一定の成果を見せたが、ポンド高誘導は輸出産業に打撃を与え、不況の長期化と企業淘汰による失業率の上昇を招いた。金融業中心の産業の推進・効率化は貧富の格差を拡大させた。
1979-1987年の雇用削減率は平均34%に達し、鉄鋼では90%に達したが、国有企業の生産性は低い企業で20%、高い企業で70%上昇した。
1970年代から1980年代前半まで、イギリスでは労働組合によるストライキが頻発に起き恒常化していたが、サッチャー政権による労働法改正などによって、1986年以降はストライキは激減し沈静化したため、経済は安定していった。

### 失業率
サッチャリズムによってイギリスの失業率は第二次世界大戦以降最悪の数字を記録した。より正確に言えば、1973年に英国がEUの前身となるEECに加盟して以降徐々に失業率は悪化する傾向にあった
。1973年には3%台だった失業率がその3年後には5%台に突入、サッチャー政権が始まった1979年には約5%であった。サッチャリズムではマネタリズムのドクトリンに基づき、イングランド銀行がマネーサプライ（ここではsterling M3）に焦点を当てた。1980年の物価急上昇には政策金利を上げることで対処したが、インフレ抑制に重点を置きすぎた。サッチャリズム開始と共に失業率は上昇し、1983年には11%台にまで悪化した。この年にナイジェル・ローソンが財務大臣となるが、その翌年には失業者が300万人を突破し、その後も高い失業率が続いた。
ゆえに1980年代後半にイングランド銀行が非公式な為替ターゲットをちらつかせながら拡張的金融政策を採り、1987年にマネーサプライ目標を断念した。その結果1988年に8%台にまで改善、サッチャー退任時には7%にまで下がったが、これはサッチャリズム開始時点よりも高い失業率であった。

### 所得格差と貧困
サッチャーが政権についた時点では、平均所得の60%未満で生活する層は約13%であり、ジニ係数は約25であった 。サッチャーが退任する頃には、平均所得の60%未満の層は約22%、ジニ係数は約34まで上昇した。 

## サッチャリズム以後
サッチャー政権においては賃金が下がり、失業率も上がり、国民の中に大きな批判が起こった。伝統的な高福祉の社会保障政策を維持しながら、経済の拡大、競争力の強化、失業率の低下、労働者の所得の増大、財政収支の黒字化などを同時に成り立たせることが困難で、それを達成できず、人頭税導入において国民の不満が増大。支持率が低下しサッチャー首相は辞職。政府の財政赤字は解決しなかった。その後1992年のポンド危機により一旦下落するものの、通貨安による好調な輸出も相まって1993-1994年と順調な拡大を続けたが、18年に及ぶ保守党への不満により「第三の道」を標榜するトニー・ブレア率いる労働党への政権交代を招くことになった。

## サッチャリズムを題材にした作品
- ブラス!
- リトル・ダンサー
- フル・モンティ
- Vフォー・ヴェンデッタ
- トレインスポッティング
- パレードへようこそ